# Ipiranga do Sul
Ipiranga do Sul é um município do estado brasileiro do Rio Grande do Sul. A cidade foi emancipado há 36 anos, anteriormente fazia parte de Getúlio Vargas. 
Terra de um dos grandes narradores do Rio Grande do Sul, Andrei Sartori.

## Geografia
Pertence à Mesorregião do Noroeste Rio-Grandense e à Microrregião de Erechim.